# Мальбун

Карта Лихтенштейна

Мальбун (нем. Malbun) — альпийский горнолыжный курорт в Лихтенштейне. Является единственным горнолыжным курортом в Лихтенштейне.

## Происхождение названия
Название курорта Мальбун происходит от слов «alp bun» — красивое, высокоурожайное горное пастбище или «val bun» — красивая, высокоурожайная долина.

## Месторасположение
Расположен в муниципалитете Тризенберг, в юго-восточной части Лихтенштейна. Находится на высоте 1600 метров над уровнем моря и менее чем на двух километрах от австрийской границы.

## История
Мальбун до 14 века использовался только для сельского и лесного хозяйств. По причине уединенности и отсутствия транспортных связей здесь не были развиты коммерческие и промышленные отрасли. Только около 100 лет назад в Мальбуне туризм стал сферой для дохода (1907—1908 гг.) после открытия турбазы Sareiserjoch.

## Горнолыжный курорт
Мальбун располагает 19 км склонов, которые пригодны для скоростного спуска и катания на лыжах. В Мальбуне есть канатная дорога до Nenzinger Himmel. на Sareiser Joch находится самая верхняя станция кресельного подъёмника.

## Галерея

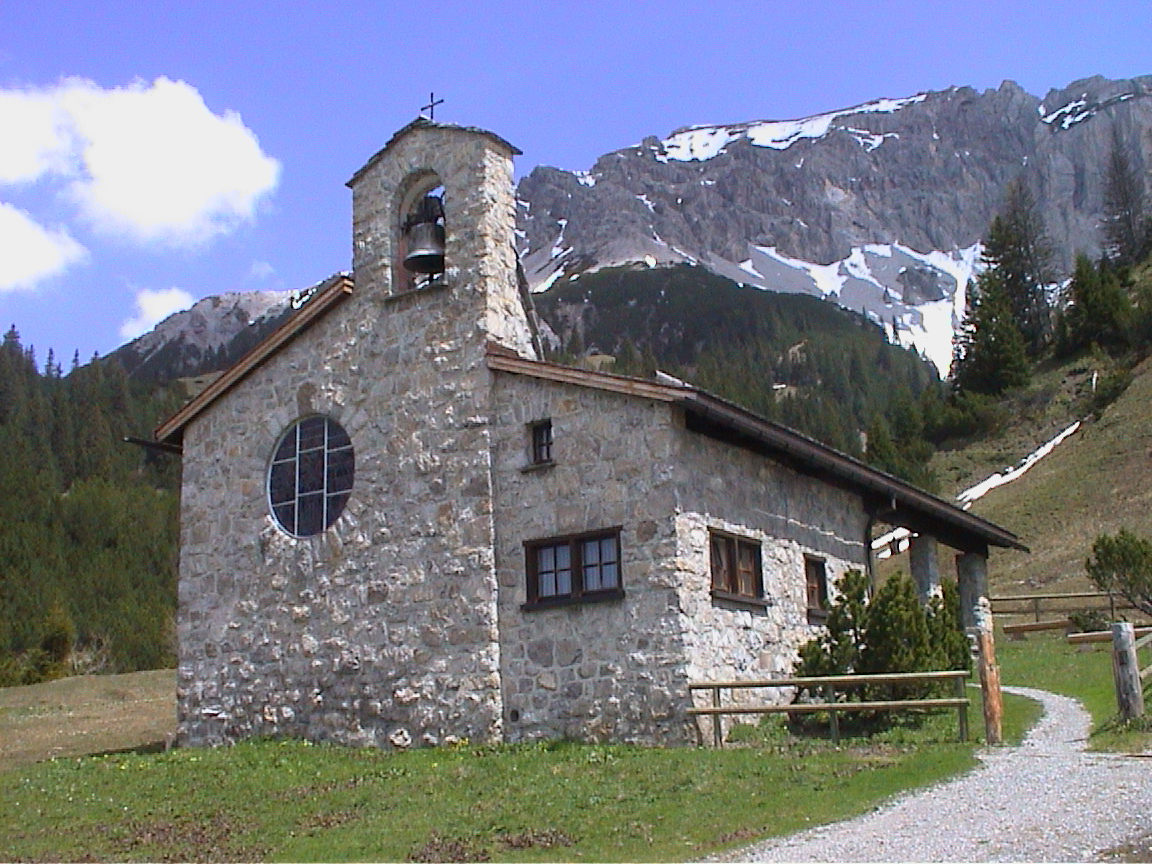
Часовня в горах
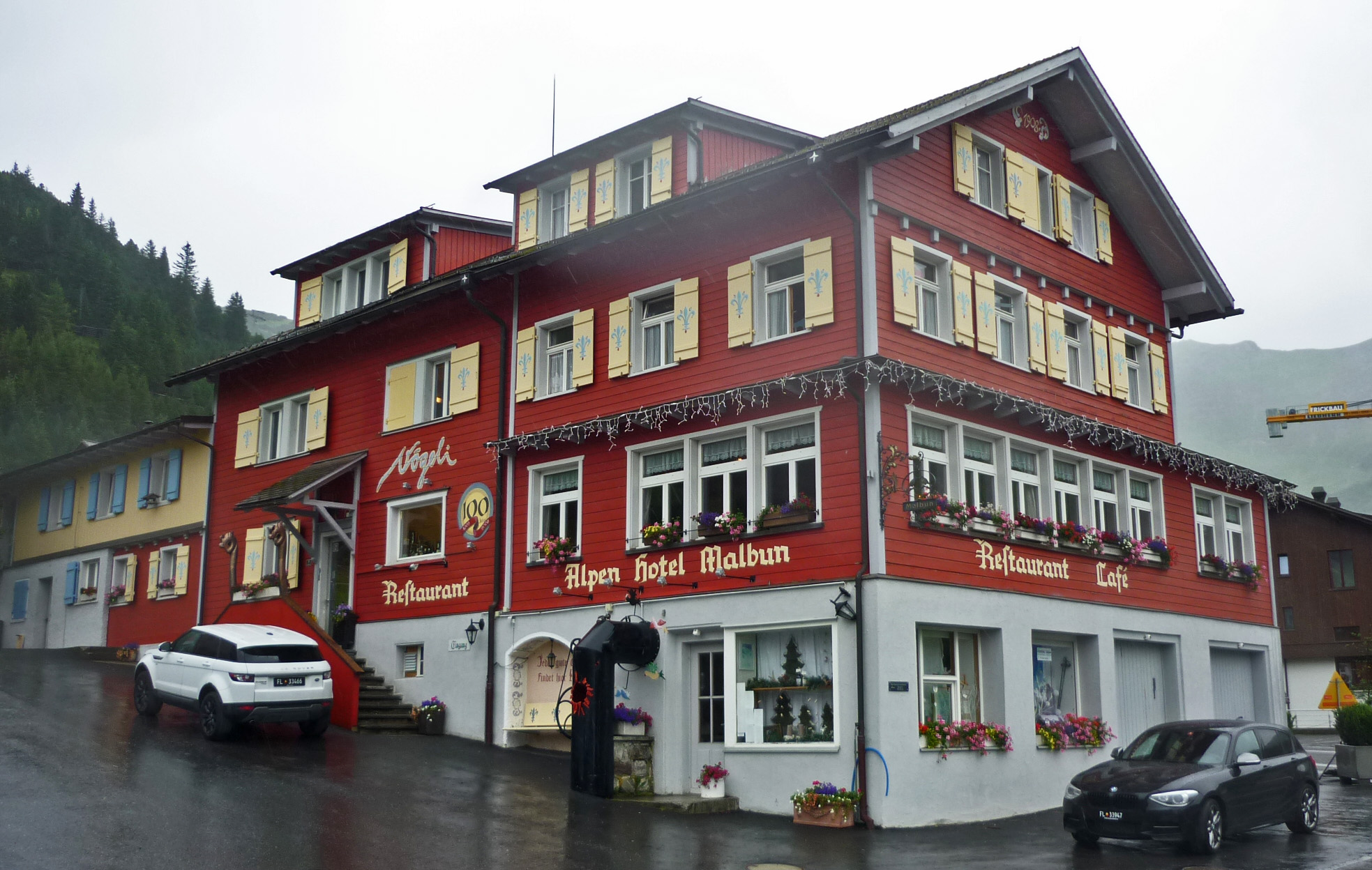
Гостиница
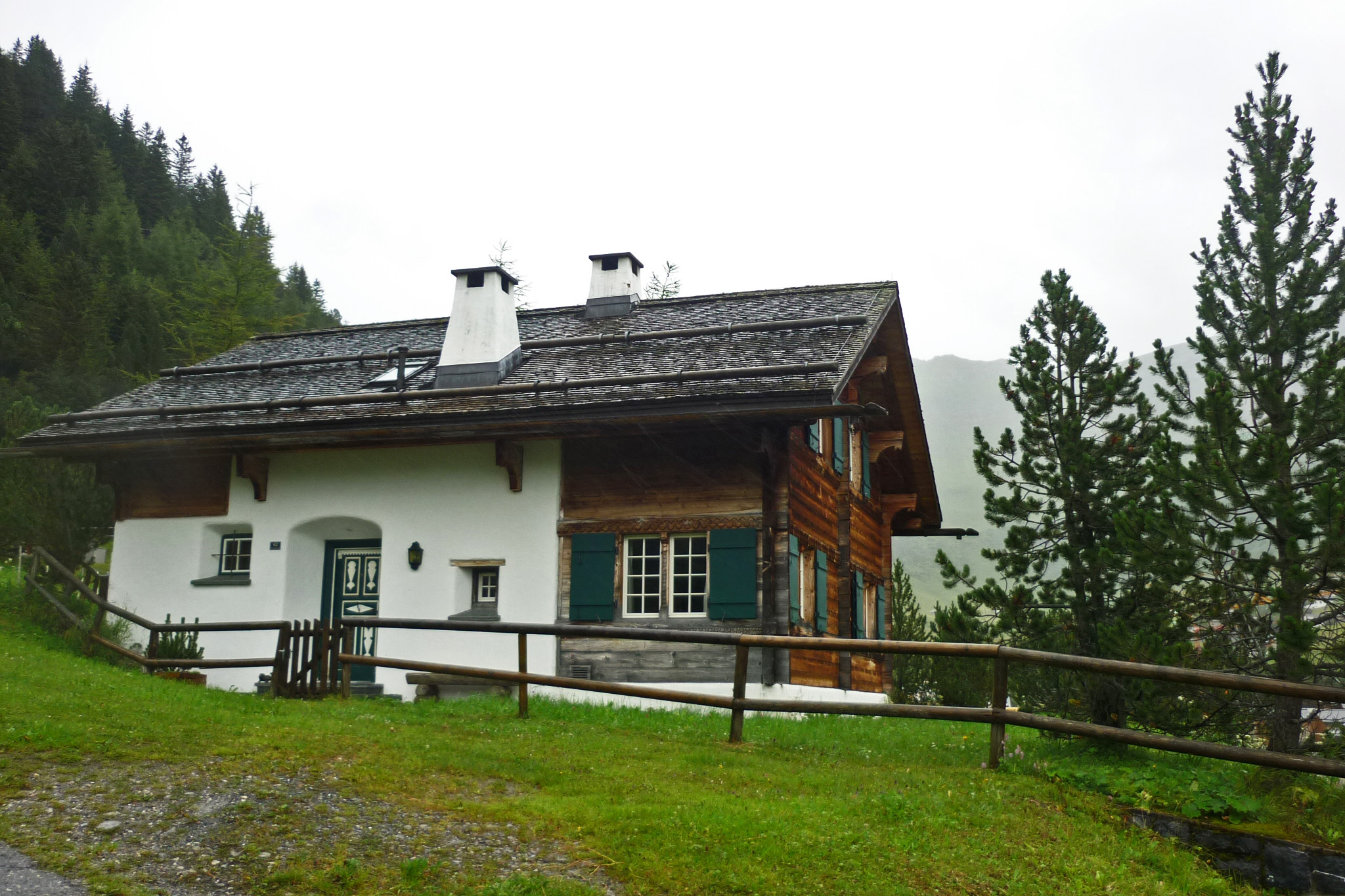
Дом в горах